# Stephen Angers
Stephen Angers (Montréal, 29 aprile 1965) è un ex schermidore canadese.

## Biografia
Ha partecipato ai Giochi della XXIV Olimpiade di Seul nel 1988.

## Palmarès
In carriera ha conseguito i seguenti risultati:
- Giochi Panamericani:

Indianapolis 1987: argento nel fioretto a squadre.